# ليوني كولمان
ليوني كولمان (5 فبراير 1979 - ) (بالإنجليزية: Leonie Coleman)‏ هي لاعبة كريكت أسترالية. شاركت مع منتخب أستراليا الوطني للكريكت. أما مع النوادي، فقد لعبت مع New South Wales Breakers ‏.

## وصلات خارجية
- ليوني كولمان على موقع إي آس بي آن كريك إنفو (الإنجليزية)